# Angeli Janhsen
 Angeli Janhsen  (* Februar 1957) ist eine deutsche Kunsthistorikerin. Sie lehrte am Kunstgeschichtlichen Institut der Albert-Ludwigs-Universität Freiburg.

## Leben
Angeli Janhsen studierte Kunstgeschichte und Germanistik an der Ruhr-Universität Bochum. 1981 schloss sie das Studium ab (Magisterarbeit: Sarah Schumann. Kunst und Frauenbewegung). Nach Studienaufenthalten u. a. in Pisa und Florenz wurde Janhsen 1987 mit der Dissertation Perspektivregeln und Bildgestaltung bei Piero della Francesca (Preis der Ruhr-Universität Bochum) bei Max Imdahl in Bochum promoviert. Von 1987 bis 1992 war sie Assistentin ebendort. 1992 folgte die Habilitation mit der Arbeit mit dem Titel Dies. Hier. Jetzt. Wirklichkeitserfahrungen mit zeitgenössischer Kunst. Angeli Janhsen war dann Hochschuldozentin am Bochumer Institut. Sie nahm 1999 einen Ruf an die Albert-Ludwigs-Universität Freiburg an, wo sie bis 2025 als Professorin für Kunstgeschichte mit besonderer Berücksichtigung der modernen und zeitgenössischen Kunst am Kunstgeschichtlichen Institut lehrte.

## Wissenschaftliche Tätigkeit
Ihre Forschungsinteressen betreffen die moderne und zeitgenössische Kunst – besonders die Kunst, die mit Nicht-Kunst verwechselt werden kann, Fragen zum Umgang mit neuer Kunst, daneben aber auch Geschichte der Kunsttheorie (Perspektive, Raumvorstellungen, Zeitvorstellungen, Gattungsgeschichte, Farbenlehren) und Renaissancemalerei.
Angeli Janhsen war von 2014 bis zum Rücktritt der gesamten Kommission 2022 Vorsitzende der Kunstkommission der Stadt Freiburg. Sie war gleichzeitig in kirchlichen Kunstkommissionen engagiert. Außerdem war sie von 2001 bis 2025 Vorsitzende der Kunstwissenschaftlichen Gesellschaft.

## Buchpublikationen
- Perspektivregeln und Bildgestaltung bei Piero della Francesca (Dissertation), München 1990, ISBN 978-3-7705-2630-7.
- Dies. Hier. Jetzt. Wirklichkeitserfahrungen mit zeitgenössischer Kunst, München 2000, ISBN 978-3-7705-3458-6.
- Kunst sehen ist sich selbst sehen. Christian Boltanski. Bill Viola, Berlin 2005, ISBN 978-3-496-01336-5.
- Neue Kunst als Katalysator (Sophie Calle, Bas Jan Ader, Philippe Petit, Marina Abramovic, Flatz, Christian Boltanski, Yoko Ono, Tino Sehgal, Christoph Büchel, Santiago Sierra, Jochen Gerz, Raumlabor, Pina Bausch, Rimini Protokoll, Erwin Wurm, Roman Signer, Richard Long), Berlin 2012, ISBN 978-3-496-01459-1.
- Kunst selbst sehen. Ein Fragenbuch, Freiburg 2013 (engl.: Seeing Art? A Question Book, Freiburg 2017), ISBN 978-3-86833-122-6.
- Was tun? Künstler machen Vorschläge. Freiburg 2018, ISBN 978-3-86833-233-9.
- Gut schreiben über neue Kunst, Berlin 2019, ISBN 978-3-496-01625-0.
- Neue Kunst zeigt Themen. Zeit, Geld, Gehen, Glauben, Politik …, Berlin 2024, ISBN 978-3-496-01707-3.

Herausgabe
- Max Imdahl: Gesammelte Schriften. Bd. 1 Zur Kunst der Moderne; herausgegeben und eingeleitet von Angeli Janhsen-Vukićević, Frankfurt/Main 1996, ISBN 978-3-518-28835-1.

Aufsätze (Auswahl)
- Protokoll des Gespräches mit Donald Judd (1. Februar 1990), in: Katalog Donald Judd; Kunstmuseum St. Gallen 1990. Wieder abgedruckt in: „Discussion with Donald Judd“ with Angeli Janhsen (moderator) and students from the Ruhr-Universität Bochum from the exhibition catalaogue Donald Judd February 1, 1990; in: Donald Judd Unterviews, herausgegeben von Flavin Judd, Caitlin Murray, New York/London 2019, S. 694–717.
- Gottfried Böhms Wallfahrtskirche in Neviges, in: Wolkenkuckucksheim 2, Juni 1998. (online)
- Thomas Bernhards 'Gehen'. Gehende Künstler der Post-Minimal-Art. Gehende Betrachter; in: Politik und Medien bei Thomas Bernhard, herausgegeben von Ingeborg Villinger und Franziska Schößler, Würzburg 2002, S. 51–77.
- Kunstverdacht; in: Knotenpunkte; herausgegeben von Matthias Weiß, Katalog Kunstmuseum Ahlen u. a. 2007, S. 12–31. (online)
- Zum Sehen von Städten und Bildern; in: Weltsichten. Landschaft in der Kunst seit dem 17. Jahrhundert; herausgegeben von Silke von Berswordt-Wallrabe / Volker Rattemeyer; Katalog Situation Kunst Bochum (u. a. Orte) 2010, S. 131–187.
- Nur Begegnungen ändern wirklich, in: Futuring. Eva & Adele, hg. von Meinrad Maria Grewenig, Edition Völklinger Hütte, Heidelberg 2012, S. 28–31 und 84–87.
- Paul Klee. Am Krieg vorbeisehen; in: Der Erste Weltkrieg im Spiegel der Künste; hg. von Werner Frick, Günter Schnitzler, Freiburg i.Br. / Berlin / Wien 2017, S. 221–264.
- Imdahl und die » neue Kunst « / Max Imdahl et l’« art contemporain »; in: Max Imdahl Regards croisés, No. 7, 2017, S. 14–23, bzw. 24–34. (online)
- Alles ist Windhauch. Künstlerische Handlungsanweisungen für Bücher: Clegg und Gutman, On Kawara, Sol LeWitt, Marcel Duchamp, in: Maria Effinger et al. (Hrsg.): Von analogen und digitalen Zugängen zur Kunst – Festschrift für Hubertus Kohle zum 60. Geburtstag, Heidelberg: arthistoricum.net, Advance online publication, 7. Juni 2019 online